# Músculo reto medial
O músculo reto medial é um músculo extraocular. Responsável pelo movimento para dentro, ou seja, adução do bulbo ocular.